# József Kovács (długodystansowiec)
József Kovács (ur. 3 marca 1926 w Nyíregyházie, zm. 29 marca 1987 w Budapeszcie) – węgierski lekkoatleta długodystansowiec, medalista olimpijski i mistrzostw Europy.
Na igrzyskach olimpijskich w 1952 w Helsinkach startował w biegu na 5000 metrów, ale odpadł w eliminacjach. Na mistrzostwach Europy w 1954 w Bernie zdobył srebrny medal w biegu na 10 000 metrów, przegrywając jedynie z Emilem Zátopkiem z Czechosłowacji. Nie ukończył finałowego biegu na 5000 metrów.
Na igrzyskach olimpijskich w 1956 w Melbourne Kovács zdobył srebrny medal na 10 000 metrów, przegrywając z Ukraińcem Wołodymyrem Kucem reprezentującym Związek Radziecki. Wystąpił również na mistrzostwach Europy w 1958 w Sztokholmie w biegu na 10 000 metrów, ale nie ukończył konkurencji.
Na igrzyskach olimpijskich w 1960 w Rzymie zajął 15. miejsce w biegu na 10 000 metrów.
Na Akademickich Mistrzostwach Świata (organizowanych przez MZS) w Bukareszcie w 1953 i w 1955 w Warszawie zajął 3. miejsce w biegu na 5000 metrów.
Był mistrzem Węgier na 5000 metrów w 1951, 1954 i 1959, na 10 000 metrów w 1952-1955 oraz w biegu przełajowym (długi dystans) w 1954 i 1957-1959.